# Marie Bergman

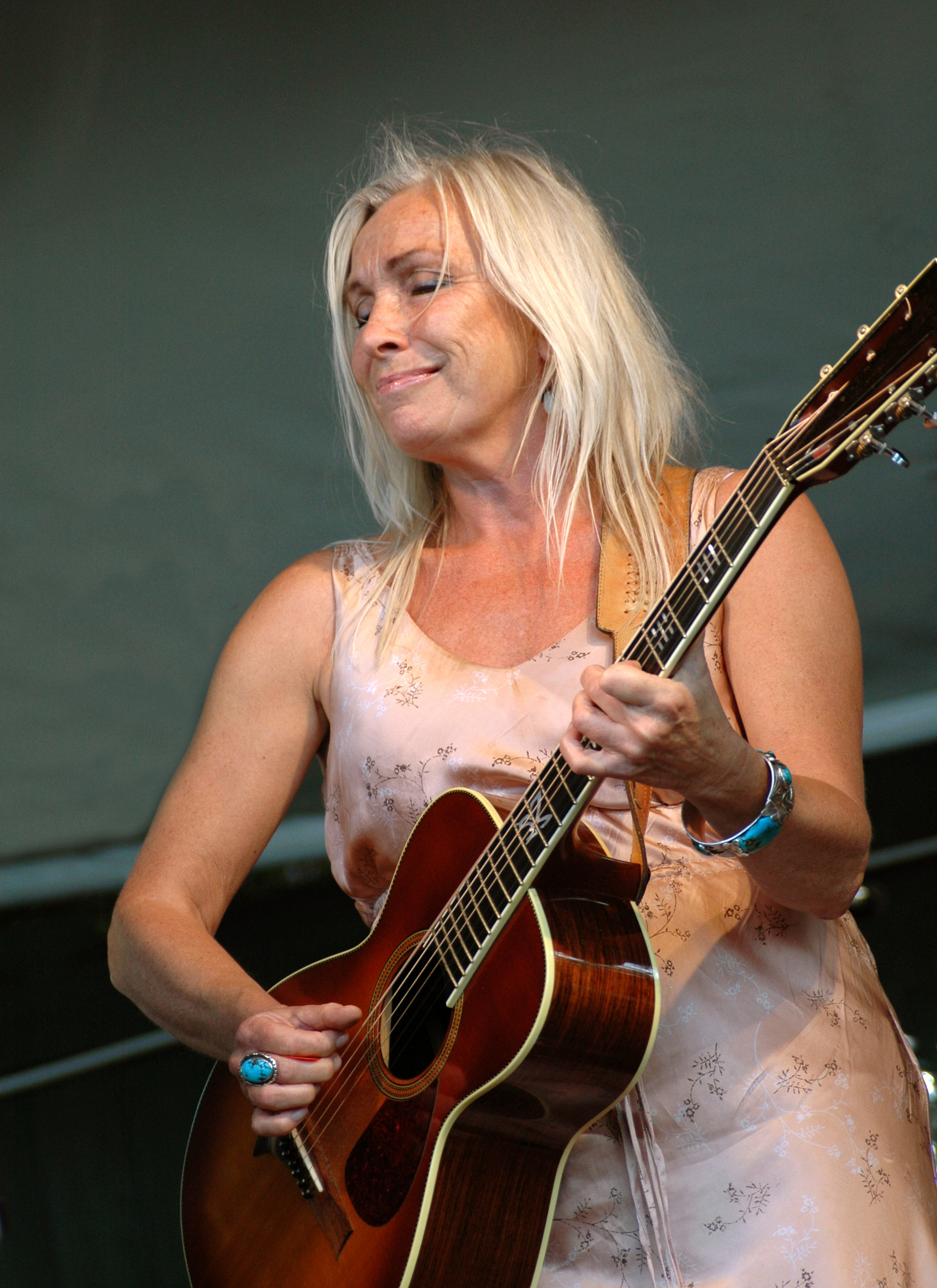
Marie Bergman (2009)

Marie Bergman (* 21. November 1950 in Stockholm) ist eine schwedische Pop- und Schlagersängerin.

## Leben und Wirken
Sie war von 1969 bis 1972 Mitglied der Gruppe Family Four und nahm mit dieser zweimal am Eurovision Song Contest teil, 1971 und 1972. Sie begann 1974 eine Solokarriere. Sie veröffentlichte von da ab regelmäßig Alben bis in die 2000er Jahre hinein.
Zusammen mit dem Sänger Roger Pontare gewann sie 1994 den Melodifestivalen mit der Powerballade Stjärnorna. Daher durften die beiden beim Eurovision Song Contest 1994 in Dublin für Schweden antreten. Sie erreichten Platz 13.
Auch 2015 nahm sie am schwedischen Vorentscheid teil, erreichte zusammen mit Sanne Salomonsen und dem Lied Nonetheless das Finale jedoch nicht. Sie belegte den siebten Rang im Semifinale.

## Diskografie

### Alben
| Jahr | Titel          | Höchstplatzierung, Gesamtwochen, AuszeichnungChartsChartplatzierungen (Jahr, Titel, Platzierungen, Wochen, Auszeichnungen, Anmerkungen) | Anmerkungen |
| Jahr | Titel          | SE | Anmerkungen |
| ---- | -------------- | --- | ----------- |
| 1977 | Närma mej      | SE12 (13 Wo.)SE |             |
| 1979 | Iris           | SE12 (6 Wo.)SE |             |
| 1981 | Hjärtatts lust | SE33 (2 Wo.)SE |             |